# Poeciliopsis paucimaculata
Poeciliopsis paucimaculata är en fiskart som beskrevs av Bussing, 1967. Poeciliopsis paucimaculata ingår i släktet Poeciliopsis och familjen Poeciliidae. Inga underarter finns listade i Catalogue of Life.